# Stauracanthus genistoides
Stauracanthus genistoides là một loài thực vật có hoa trong họ Đậu. Loài này được (Brot.) G. Sampaio miêu tả khoa học đầu tiên năm 1912.

## Hình ảnh

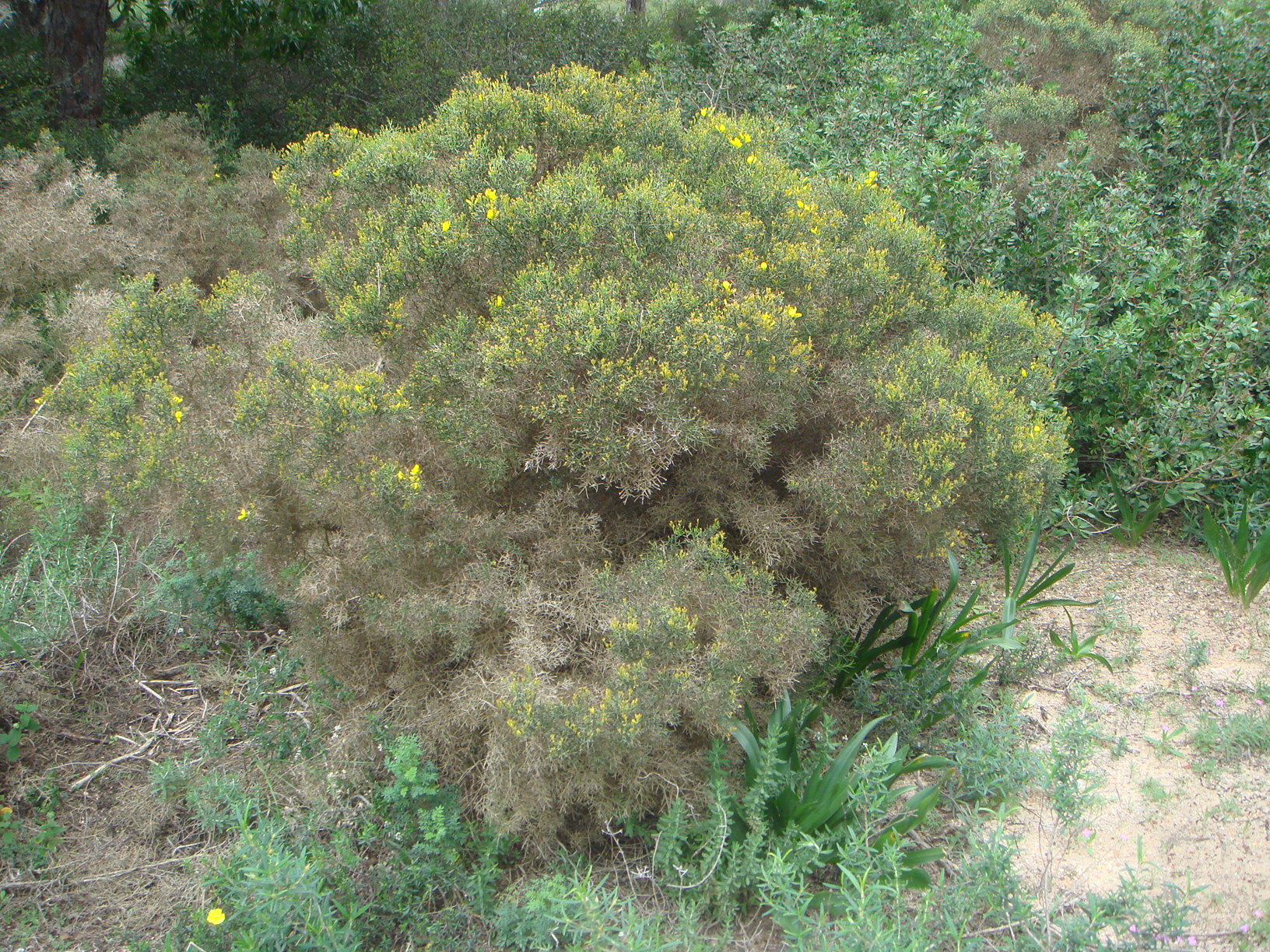